# Takashi Ishimoto
Takashi Ishimoto (Japón, 6 de abril de 1935-1 de marzo de 2009) fue un nadador japonés especializado en pruebas de estilo mariposa, donde consiguió ser subcampeón olímpico en 1956 en los 200 metros.

## Carrera deportiva
En los Juegos Olímpicos de Melbourne 1956 ganó la medalla de plata en los 200 metros estilo mariposa, con un tiempo de 2:23.8 segundos, tras el estadounidense William Yorzyk y por delante del húngaro György Tumpek.
Y en los Juegos Asiáticos de Tokio de 1958 ganó tres medallas de oro: en 100, 200 metros mariposa y en relevos de 4x100 metros estilos.